# Moren

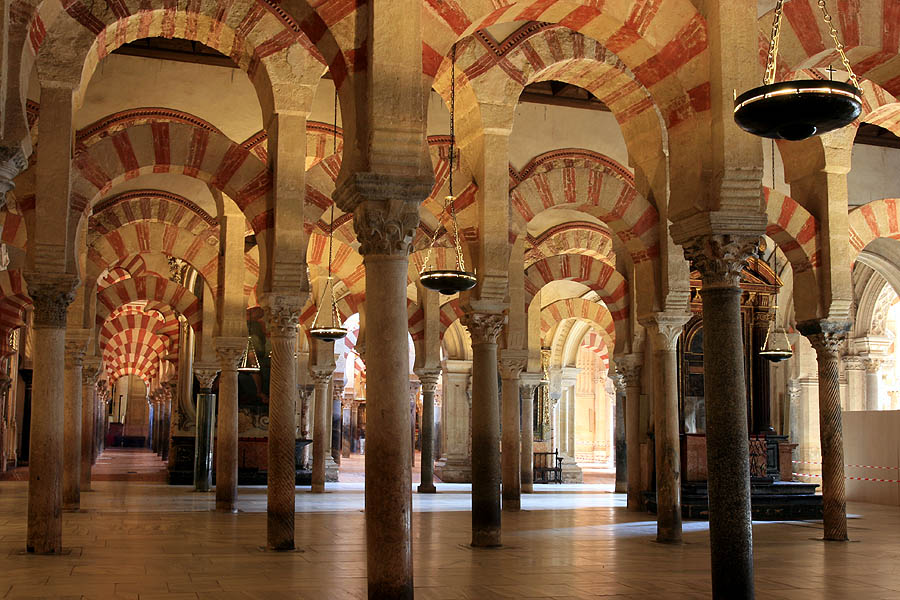
Moorse architectuur in de Mezquita in Córdoba, oorspronkelijk een moskee

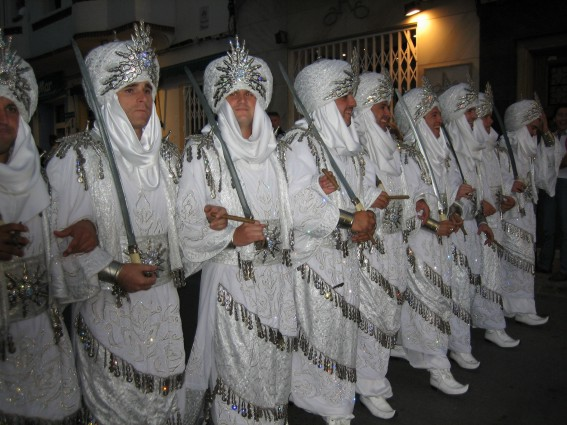
Uitbeelding van Moren in een optocht in Altea

Met Moren wordt meestal gedoeld op de islamitische bevolking die tijdens de middeleeuwen op het Iberisch Schiereiland, in de Maghreb, Sicilië, Sardinië, Corsica en Malta woonde. De islamitische veroveraars bestonden voornamelijk uit Arabieren en Berbers. Het begrip is echter ouder, en gaat terug op het volk der Mauri, welke in 406 v.Chr. in het leger van Carthago tegen de Grieken vochtten, en in het leger van Hannibal Barkas tijdens de Tweede Punische Oorlog. Ook het land Mauretanië is naar deze Mauri genoemd.

## Betekenis en gebruik van de naam
De herkomst van de naam is omstreden. Sommigen verklaren dat als Semitisch woord Mahur dat wester of westers betekent bij de Semieten – vooral de Feniciërs – terwijl anderen het herleiden naar een Grieks woord dat ook zwart betekent. Weer anderen verklaren het als een lokaal woord dat verblijfplaats betekent. Volgens G. Camps werd deze naam aan de Berbers gegeven die niet onder de controle van de Romeinen vielen. Deze Berbers stonden bekend als de Mauri en zij leefden in het oude koninkrijk Mauretania, dat was gelegen in westelijk Noord-Afrika, en grotendeels overeenkomt met het noorden van de huidige landen Marokko en Algerije.
De Byzantijnse historicus Procopius omschreef de Moren in de 6e eeuw als zwarthuidigen, getint die Numidië en Carthago bevolkten. De katholieke aartsbisschop Isidorus van Sevilla (560-636) schreef dat Maurus zwart betekende. In het Nieuwgrieks betekent mavros ook zwart. In de 9e eeuw schreef de islamitische schrijver Al-Djahiz dat onder meer de Zanj, Ethiopiërs, Fezzanen, kopten, Nubiërs en Moren tot de zwarte rassen behoorden.
Voor de vroegere christenen in Europa was de afkomst onomstreden; de Moren werden in talrijke beschrijvingen en verhalen omschreven als een donkergetint Afrikaans volk. Zo wordt in de legende over een Moorse ridder genaamd Moriaan, de volgende beschrijving van hem gegeven: “Hij was helemaal zwart, zijn hoofd, lichaam en handen waren geheel zwart”. In het Roelantslied worden de Moren omschreven als horden “zwarter dan inkt, met geen vlekje wit op zich behalve hun tanden”.
De naam Moren wordt ook gezien als afgeleid van al-Morabitun, gelovige moslimstrijders die afgezonderd in ribats leefden, versterkte kloosters aan de fronten met de christenen in Spanje waar ze de Jihad dienden. Het waren strijdende moslim-monniken in de tijd van de Almoraviden die als teken van hun aristocratische Berber-afkomst een donkere mondsluier droegen. Deze gevreesde gesluierde strijders maakten zo'n grote indruk op de christenen, dat hun naam vanaf die tijd, verbasterd als Moren, de aanduiding werd van alle niet uit Europa afkomstige moslims.
William Shakespeare gebruikte de term Moor als synoniem voor Afrikaan. St. Maurice de Moor was een zwarte beschermheilige voor Europa in de middeleeuwen.
In het Nederlands kreeg het woord Moor in de 17e eeuw ook de betekenis van neger. 
"Woorden als 'Moor', 'moriaan', 'moorinne', 'swart', 'swartin', 'nigri' en 'negro' werden met de tijd inwisselbare begrippen waarmee verwezen werd naar de huidskleur en niet-Europese afkomst."
De meeste zogenoemde Moren op het Iberisch schiereiland hadden een licht getinte huidkleur. Het waren vooral Arabieren en Berbers die vanuit het noorden van Marokko waren overgekomen. Ook de Iberiërs die zich met hen vermengden werden tot de Moren gerekend. De echt donkere Moren waren meestal huurlingen uit West-Afrika of nakomelingen daarvan.

## Moorse verovering van Iberië
In het jaar 711 begonnen de Moren de verovering van het Iberisch Schiereiland onder de leiding van de generaal Tariq ibn Zijad, die onder het bevel van Moessa bin Noessair Spanje aanviel. Vervolgens veroverden Tariq en Moessa het Iberische schiereiland op de Visigoten binnen een paar jaar na een tweede invasie. In de decennia hierna wisten zij Portugal en Spanje, met uitzondering van de in het noorden gelegen gebieden Galicië, Asturië, Cantabrië en Baskenland, tot aan de Pyreneeën te veroveren. Door de grote Berberopstand werden in 741 grote delen van León en Castilië door de Moren opgegeven en veroverd door de noordelijke rijken.
Vanaf ongeveer 778 na de Karolingische Vergadering begon ook vanuit het Frankische Rijk de Reconquista, waarbij de Moren teruggedrongen werden door de kruisvaarders. In hun strijd tegen de opdringende Moren en Franken stichtten de Basken rond Pamplona het koninkrijk Navarra. Bekende strijders zijn volgens de overlevering Santiago Matamoros in de Slag bij Clavijo in de 9e eeuw en Rodrigo Díaz de Vivar (El Cid) in de 11e eeuw. De Reconquista eindigde in 1492 met de val van het als laatste overgebleven islamitische koninkrijk Granada.
Op veel plaatsen in Spanje worden jaarlijks optochten van kruisvaarders en Moorse tegenstanders gehouden om de overwinning van de christenen op de Moren te vieren.

## Modern gebruik
Buiten de historische betekenis van Moren wordt het woord nog steeds gebruikt, echter niet in dezelfde context.

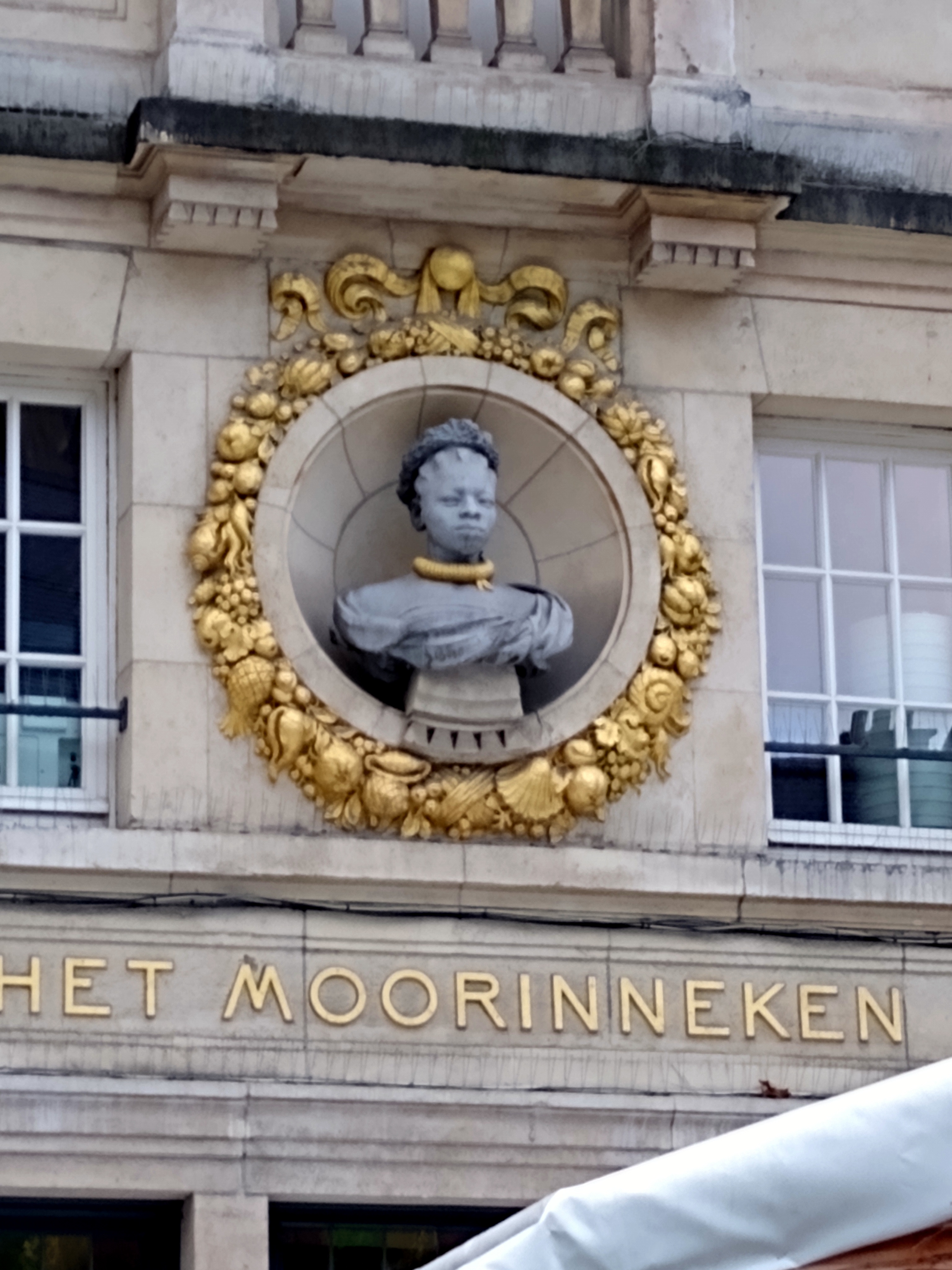
Cafe restaurant Het Moorinneken in Leuven (detail)

- In Noord-Afrika wordt de term Moren gebruikt om een etnische groep aan te duiden die vooral in Mauritanië en ook in delen van Marokko, de Westelijke Sahara, Algerije, Niger en Mali woont. Zij spreken het Hassaniya, een variant van het Arabisch. Deze Moren zijn een mengeling van Afrikanen, Arabieren en Berbers.
- De moslims die heersten over Sicilië worden ook Moren genoemd.
- In het moderne Spaans is het woord Moros een bevooroordeeld woord voor Noord-Afrikanen in het algemeen.
- Ook in de Filipijnen, een voormalige Spaanse kolonie werd de lokale moslimbevolking op de zuidelijke eilanden Moros genoemd. Deze Moren zijn echter niet van Afrikaanse, Arabische of Berberse afkomst, maar worden zo genoemd omdat ze de islam aanhangen.
- In Sri Lanka zijn Moren een aparte bevolkingsgroep die de meerderheid van de moslimbevolking uitmaken, sommige hiervan zijn van deels Arabische afkomst.[7]
- Moor is tevens de benaming voor een zwart dier (met name paard of kat). Moortje was ooit een populaire naam voor (zwarte) katten.
- In Nederland is er een populair gebakje dat een moorkop wordt genoemd.
- Moriaantje zo zwart als roet is een oud kinderliedje met als intentie tolerantie en acceptatie.
- De Moriaan, het oudste bakstenen huis van Nederland, staat in 's-Hertogenbosch.
- "Moorke Pek" (Vlaamse uitdrukking). Wordt gezegd tegen iemand die heel vuil is van het werken of van het spelen (kind).